# Apolonia Fier
Apolonia Fier (fullt namn: Klubi Sportiv Apolonia Fier) är en albansk fotbollsklubb. Apolonia bildades år 1925 som KS Apollonia, ett namn som härstammar från den närliggande antika staden Apollonia. Klubben spelar sina hemmamatcher på Stadiumi Loni Papuçiu i Fier. Hittills har klubben lyckats vinna en titel, den albanska cupen år 1998. 
Under säsongen 2011/2012 kommer klubben att spela i den albanska högstaligan, Kategoria Superiore.